# کرو، بنین
کرو (به فرانسوی: Kérou) شهری در استان آتاکورا واقع در کشور بنین است که در سال ۱۹۹۲ میلادی ۲۱٬۸۸۸ نفر جمعیت داشته و جمعیت آن در سال ۲۰۰۵ میلادی به ۳۱٬۲۴۴ نفر رسیده‌است.